# Samya Hafsaoui
Samya Hafsaoui (Amsterdam, 4 juli 1994) is een Nederlands presentatrice, journaliste en zangeres.

## Biografie
Hafsaoui werd in 1994 geboren in Amsterdam-Noord uit een Marokkaanse vader en een Nederlandse moeder. Haar vader was trambestuurder, haar moeder overblijf- en klassenmoeder. Hoewel haar vader moslim was en haar moeder rooms-katholiek, werd Hafsaoui in eerste instantie niet religieus opgevoed. Hier kwam verandering in toen haar vader tijdens zijn werk een ongeluk kreeg. Naar eigen zeggen werd het gezin in die periode “actief islamitisch”. Hafsaoui was destijds zes à zeven jaar oud.
Op 17-jarige leeftijd deed Hafsaoui mee aan De beste singer-songwriter van Nederland. Een jaar later ging ze het huis uit en vertrok voor enkele maanden naar Londen, waar ze een andere islamitische cultuur tegenkwam dan die ze kende. Na haar terugkomst in Nederland begon Hafsaoui weer een hoofddoek te dragen; deze droeg ze sinds haar vijftiende niet meer.
Hafsaoui studeerde zowel Engels als Arabisch alvorens ze de bacheloropleiding Media, Kunst, Design en Architectuur (MKDA) aan de Vrije Universiteit succesvol doorliep.

## Loopbaan
In 2017 werd Hafsaoui op de BNNVARA Academy ontdekt en werd vervolgens een van de vier gezichten van Yung DWDD. In het dertiende en veertiende seizoen van De Wereld Draait Door presenteerde ze de webserie De taxi terug, waarin ze DWDD-gasten als Youp van ’t Hek, Ilse Warringa en Britt Dekker thuisbracht en napraatte over de uitzending. De eerste aflevering van de serie monteerde Hafsaoui zelf. Na de laatste aflevering zong ze als dankbetuiging het nummer ‘Huilen is gezond’ van Willem Wilmink live op televisie. Tevens presenteerde ze in 2018 vier keer het Ramadanjournaal van de NTR.
Door haar rol als tafeldame in DWDD kreeg Hafsaoui bekendheid bij het groter publiek. In het volgende jaar presenteerde ze Na het Nieuws. Daarnaast was ze te zien in zowel All Together Now, waar ze een van de honderd juryleden was, als in Ik hou van Holland.
Hafsaoui schrijft onder meer voor Vogue en Glamour. In 2020 verschijnt haar eerste boek 36 vragen (en heel veel koffie).
In 2023 sprak Hafsaoui de stem in van Vuurvrouw in de Pixar-film Elemental. In datzelfde jaar deed ze samen mer Ben Saunders mee aan het televisieprogramma That's My Jam.
In 2024 sprak Hafsaoui overige stemmen in voor de Pixar-film Binnenstebuiten 2. In datzelfde jaar deed ze samen met Paul Elstak mee aan het televisieprogramma Top 2000 Quiz.

## Persoonlijk
Hafsaoui trouwde op 21-jarige leeftijd met een buurjongen, die van Pools-Egyptische komaf is.